# Мирне (село, Мелітопольський район)
Мирне (з 1868 до 1965 — Олександрівка, з 1965 до 2016 — Ленінське) — село в Україні, у Якимівській селищній громаді Мелітопольського району Запорізької області. Населення становить 609 осіб. До 2017 орган місцевого самоврядування — Радивонівська сільська рада.
Село тимчасово окуповане російськими військами 24 лютого 2022 року.

## Географія
Село Мирне розташоване на лівому березі річки Тащенак, за 3 км на захід від Молочного лиману.
На захід від села проходить автомагістраль Харків-Сімферополь, з якою Мирне з'єднане асфальтованим шосе довжиною 4 км. Інше асфальтоване шосе довжиною 4 км веде на південь від Мирнего в центр сільської ради Радивонівку. На північ від Мирнего відходить ґрунтова дорога довжиною 2 км в Данило-Іванівку, на схід — ґрунтова дорога завдовжки 3 км в Тимофіївку та до Молочного лиману.

## Населення

### Мова
Розподіл населення за рідною мовою за даними перепису 2001 року:
| Мова            | Кількість | Відсоток |
| --------------- | --------- | -------- |
| російська       | 490       | 80.46%   |
| українська      | 109       | 17.90%   |
| вірменська      | 5         | 0.82%    |
| румунська       | 3         | 0.49%    |
| інші/не вказали | 2         | 0.33%    |
| Усього          | 609       | 100%     |

## Історія
Село було засноване на землях поміщиків Янцених, х. Безручко, х.Черноморченко, х. Соколовської, х. братів Костових, х Мар’їнський.
Хутір Ельбінг, заснований Корнісом, зустрічається уже на картах 1862, 1865
Елбінг, Ельбінг, Ельбінк - к. хутір (маєток) на лівому березі річки Тащенак. Тепер частина сучасного села Мирного (Ленінського) біля к. МТФ, що позначено на сучасній топографічній карті області. Заснований в другій чверті ХІХ століття. Названо на честь іншого населеного пункту. Із  с-ща Ельбінг в Західній Прусії  переселялися міноніти у Приазов’я. У 1915 році власник - меноніт Янцен М.І.. У 1915 році біля маєтку була велика кількість землі - 2045 дес. (десятина в XVIII –ХІХ ст. = 1,45 га)
На початку XXcт. з маєтку були виділені маєтки (економії) Янцена  Миколи (див. Ленінське) і Янцена Івана (Іогана) (див. Леніна 1). Після громадянської війни не існував. Згадується як хутір Елбінг (1862,1865). Ельбінк 1911, 1915, Ельбінг 1918.
Ленінське - село Радивонівської сільради біля лівого берега річки Тащенак і за 2 км на захід від Молочного лиману. Засноване 12.06.1926 як селище комуни Мирний Труд розселенцями із села Радивонівки і с. Якимівка (тепер с.м.т.) на землях  колишнього маєтку Миколи Янцена (див. Ельбінг). Територія колишнього селища складає крайню північну частину суч. с. Мирне (Ленінське). У 1930 рр. це – селище бригади №1 колгоспу ім. Леніна. 21.05.1945 р. населений пункт бригади №1 колгоспу ім.  Леніна перейменований на хутір Ленінський. 17.11.1967 було приєднано х. Леніна і с. Прогресивне. Згадується як колгосп Мирний Труд (1925), Мирний Труд (имен. Янцена) (1924), Участок №1 комуни Леніна 1938, с. Ленінське (1972) (Наш «посьолок» Мирний)
Леніна (І) – село Радивонівської сільради, тепер частина с. Ленінське, виникло 10.02 1921 року на місці колишньої економії Іоганна Янцена (див. Ельбінг) як селище комуни Єдиний Труд. У 1938 році це селище Комуна ім.. Леніна. У 1930 році це був колгосп. Після війни 1941-45 – х. Леніна. Жит. : 55 (1926), 365 (1938), 168 (1959). 17.11.1967 приєднал. до с. Ленінське. Згадується як Комуна Єдиний Труд (имен. Янцена) 1924 рік. Єдиний Труд – 1926 р. Комуна ім. Леніна 1938. Х. Леніна 1946, Село Леніна 1961. (Центр)
Червоний  Жовтень – к. селище колгоспу, Радивонівської  с.р. за 1 км на пд.. – зх.. від пд. – зх.. околиці с. Ленінського, п. бер. Рч.Тащенак.населений пункт виник як хут. Соколовського в останній чверті ХІХ ст.. хутір (маєток) з одного двора мав назву за прізвищем власника. У 1915 р. власність А.А. Соколовського. В серпні 1921 р. йшлося про останню власницю Соколовську М.А.. В роки революції і громадянської війни землі були націоналізовані. В першій половині 1920 –х років на місці к. хутора розселенцями з с. Радивонівки   і Якимівки створено селище колгоспу Червоний Жовтень. Назва  ідеологічна. Інша назва – Перемога  №2 – також походить від назви колгоспу. Жит.: 52 (1924) У 1930 –і рр. перетворене на бригадний двір, який позначений на карті 1941 р.  Колгосп «Червоний Жовтень» (рос. «Красный Октябрь») згадувався під  час перепису населення 1939 року. згадується як хутір Соколовського (1889, 1915, 1918, 1921), Красный Октябрь (Соколовского) (1924), Победа №2 (Красный Октябрь) (1926) (бригада к/пу ім.. Леніна).
Прогресивне – к. село Радивонівської сільради, тепер частина с. Мирного (Ленінського). Засноване у 1920 р. розселенцями з с. Радивонівка як селище Олександрівка на частині земель к. власників Соколовської і  Янцена. Назва походить від імені Олександра Колесника, засновника селища. 12.06.1964  р. перейменоване на  Прогресивне (160,60). Жит. 300 (1926), 200 (1938), 190 (1959), 17.11 1967 р. приєдн. До с.Ленінське (160,41). Згадується як: п. Александрівка (1926 , 95, 1), п. Ново-Александрівка (1926,124,2; 1938,44,40) Олександрівка (1949,129)
Бойове (Бойовий) - колишнє село Радивонівської сільради, розташоване на відстані 1 км від с. Ленінське. Існувало з 1920-х років. У 1930- це селище бригади №3  комуни Леніна (примітка -Коптах). 21.05. 1945 р. Населений пункт бригади №3 к/пу ім. Леніна перейменовано на хутір Бойовий. Знятий з обліку 21.04.1967. (Люди переїхали в с. Леніна, Ленінське). згадується як Участок № 3 ком .Леніна (1938,44,53), хут. Бойовий (1946,194,210). Бойове (1961,143,37).
   Мар’їнський -  к. хутір, на л. бер. рч Тащенак, за 1 км на захід від південної околиці суч. с. Ленінського. Заснований в другій чверті ХІХ ст.. У 1838 р. у списку населених пунктів показаний як Тащенацький, власність Григорія і Юхима Безрукових (12,623 зв.). У 1840 –ірр. Власність дружини купця 3 – ї гільдії Марії Безрукової. Назва хутора за ім’ям власниці. Хутір існував у ХІХ ст.. На карті 1911 р. і у списках населених пунктів 1915 р. вже не показаний. (Розглядаючи карту, ми бачимо, що це той же Коптах).
Ясна  Поляна (назва старожилів)– к. селище, Радивонівської  с.р. за 2 км на пд.. – зх. Від пд..-зх околиці с. Мирного (Ленінське). виникло в останній чверті ХІХ ст.. як хутір братів Костових (Костевих).
У 1915 р. власність Дмитра Якубовича Костєва і Костєва А.. В роки революції і громадянської війни землі власників (491 дес) були націоналізовані. Сам к. власник ще у 1925 р. мешкав у Дмитрівці. На місці і на землі хутора у листопаді 1921 р. виникло селище  «Ясна Поляна», яке заснували розселенці із с. Радивонівки. Жит.: 52 (1924),70 (1926). У 1930 – і рр. про селище не йшлося, згадується як Костеви, 1921 як х. Костевих, Ясна Поляна (хут. Костових) (1924).
Гончарова – к. економія , на л. бер.рч Тащенак, біля суч. с. Перемога (нині частина Радивонівки). Виник на поч. ХХ ст. з хут. Безручка (Безрукова),( Черноморченка). У 1915 р. власність М.А. Гончарова, згадувався разом із сусіднім хут. Овчинникова (92,5), коли на місці цих хуторів, маєтків, було створено комуну (згодом колгосп) Перемога №1??? (потім с. Перемога). Згадується як : ек. Гончарова (1915,190,7)
Овчинникова – к. маєток (хутір), на л.. бер. рч. Тащенак, біля суч. с. Перемога (нині частина Радивонівки). Виник на поч. ХХ ст. з хут. Безручка (Безрукова),           ( Черноморченка). У 1915 р. власність Овчиникова (Овинникова) Ф. Х. (190,8). У 1921 р. мова йшла про к. маєток Овчинникова Ф.Я.  На початку 1920 –х рр.. згадувався із сусідньою економією Гончарова (Гончара)
Перемога (1) – село Радивонівської с.р., на л. бер.рч. Тащенак напроти пн..-сх. Частини с. Радивонівка. Засноване як селище комуни (колгоспу) Перемога №1   20.08.1921 р. на місці к. х. Овчинникова і Гончарова. Ще раніше на місці села знаходився хут. Черноморченка (Безручка…Безрукова). Назва Перемога – ідеологічна. З 1930 – х –це Дільниця №4 комуни  Леніна. 21.05.1945 р. населений пункт бригади №4 колгоспу ім.. Леніна перейм.на х. Перемога (1924, 1938, 1959, 2001). Згадується як Победа №1 (1925, 1926) Участок №4 ком. Ленина  (1938), Победа (1959), Перемога (1946,1972) 
Черноморченка – к. хутір на л. бер. рч Тащенак, на території суч. с. Перемога. На карті 1862 р. показаний як хут. Безручка. На картах 1889 р. і 1911 р. – позначений вже як хут. Черноморченка, проте в списках 1915 р. мова йшла про два хут. (економії) – Овчинникова і Гончарова. На поч.. 1920 – х рр.. на місці к. хуторів було створено??? Комуну Перемога №1. Згадується як хут. Тащенацкий (1838,12,623 зв.), хут. Безручка (1862,10), Хут. Черноморченка (1889,1911)
Після революції, коли приватні господарства почали об’єднуватись у колективи, на території нинішнього колгоспу було створено кілька невеликих об’єднань: «Мирна праця», «Вільна праця», «Єдина праця», «Зелений Луг», «Перемога»(1920) і «Красный  Октябрь». Останнє об’єднання проіснувало недовго.  
Об’єднання: «Мирна праця», «Вільна праця», «Єдина праця», «Зелений Луг», «Перемога»(1920) і «Красный  Октябрь» називаються комунами, у документах колгоспами, люди називали їх артілями, поки вони не почали об’єднуватися  в комуну «Український велетень».
«Восени 1929 року « Мирна праця»  і «Єдина праця» об’єдналися. 15 грудня відбулося офіційне об’єднання. Господарство назвали комуною «Український Велетень».  У цей час (лютий 1930 р.) в цю комуну влились «Перемога» і «Вільна праця». У 1932р. влилося останнє господарство  – «Зелений Луг»».
Назву «Український Велетень» комуна мала до 1934р. А потім була перейменована в комуну ім.. Хатаєвича, на честь тодішнього секретаря Дніпропетровського обкому партії . (Під керівництвом якого був Якимівський  р-н.
Вже у 1928 році ця комуна була високоорганізованим, заможним господарством.
Комуна "Велетень" є і на карті. А поряд селище Олександрівка, яке у комуну не увійшло. Це була одна з перших найбільших комун, не тільки  в Якимівському, а й Мелітопольському районі. (Більшість матеріалу з книги Ю.П. Князьков , Запорізька обл. Історико-географічний і топонімічний словник (випуск 3)).
До революції комуна входила до складу Якимівської волості Мелітопольського повіту.
7 (20) листопада 1917 року, відповідно до Третього Універсалу Української Центральної Ради, увійшло до складу Української Народної Республіки.
З 21.05.1945 року село стало називатися Ленінське.
У роки війни комуна складалася з однієї вулиці довжиною 1 км, що проходила паралельно дорозі з Данило-Іванівки в Радивонівку.
У жовтні 1943 року через Мирне  і Радивонівку проходила німецька лінія оборони, і лише ціною великих втрат в 20-х числах жовтня радянським військам вдалося її подолати. Число солдатів, полеглих у боях за Мирне, перевищує навіть нинішнє число жителів села.
З серпня 2011 року велися роботи з прокладання газу до села, і 6 вересня 2012 року газ був пущений.
17 березня 2016 року Верховна Рада України, виконуючи закон України про декомунізацію, своєю постановою перейменувала село Ленінське на Мирне.
12 червня 2020 року, відповідно до розпорядження Кабінету Міністрів України № 713-р «Про визначення адміністративних центрів та затвердження територій територіальних громад Запорізької області», увійшло до складу Якимівської селищної громади.
17 липня 2020 року, в результаті адміністративно-територіальної реформи та ліквідації Якимівського району, село увійшло до складу Мелітопольського району.
Мирне
Перша легенда
Давно-давно Катерина роздавала наші землі, бо були вони незаселені. Кругом  степи, ліси, чагарники..  Звірини видимо-невидимо, риби не злічити. Так от у ті часи поселилися в Таврії німці- меноніти. На території нашого села утворилися два хутори. Старожили твердили, що заснували їх Янцени.. Одні говорили, що це були батько й син. Інші – два брати.
Один брат жив у, так званому, Центрі, а інший ближче до Данило-Іванівки.  Говорили, що вони самі тут не жили, а мали садиби і прикажчиків.  Так от той поміщик, що жив у Центрі, був дуже злий, а другий  - добрий, мирний. Коли утворилися артілі, то одна з них була на другому хуторі, називалася «Мирна праця». Потім хутори обۥєдналися в село, а той куток почали називати Мирним.
Коли прийняли закон про декомунізацію, треба було село перейменовувати. Люди й вирішили назвати його Мирним.
Друга легенда
Коли була війна з фашистами,  у 1943 році біля х. Зелений Луг  йшли тяжкі бої. Від Василівки до Кирилівки простягалася лінія “Вотан”, яку побудували німці. Довжиною була 150 км, а шириною—12 км. А названа в честь німецького бога війни Вотана.
У нашому селі є братська могила—найбільша в районі. Тут поховано більше 1700 солдат, які форсували річку Молочну і загинули.
Старі люди памۥятають, яким страшним був бій з 23 на 24 жовтня 1943 року. І ніхто не хоче, щоб це повторилося. Тому, коли наказали перейменувати село, то люди й вирішили дати назву - Мирне.

## Об'єкти соціальної сфери
- Школа. Загальноосвітня школа I—III ступенів розташована за адресою вул. Шкільна, 77. У школі 11 класів, 69 учнів і 30 співробітників[8]. З 2002 року директором школи є Коніков Олексій Григорович[9]. Корпус, у якому школа є зараз, почав будуватися в 1964 році і відкрився в 1969 році[10].
- Будинок культури. Наразі не працює. Тим не менше, робота його творчих колективів триває[11].
- Відділення зв'язку, вул. Комунарів 1.[12]

## Пам'ятки
За 3 км від села розташований Молочний лиман. Раніше його узбережжя було популярним місцем відпочинку, однак після обміління лиману перестало залучати відпочивальників.